# MELLOW YELLOW
MELLOW YELLOW（メロー イエロー）は、2MC1DJから成るヒップホップグループ。FUNKY GRAMMAR UNITの一員。

## メンバー

### 現メンバー
KOHEI JAPAN（本名：坂間広平 1971年8月10日 - ） MC
都内高級料亭に勤める板前。
RHYMESTERのメンバー"Mummy-D（坂間大介）"の実弟。
名前はRHYMESTERの宇多丸が命名。
ソロ活動もしている。
KIN（本名：折本欣也 1972年6月16日 - ） MC
伸びたロン毛。
愛称はキンちゃん。
デザイナーなども兼業している。
DJ ISO（本名：磯貝仁郎 1977年1月17日 - ） DJ
アスタラビスタのメンバーとしても活動中。
都内の介護系会社の代表取締役を務める。ただし、社名は公表していない。

### 元メンバー
DJ Gz-JAY （本名：白石裕一朗） DJ
初代DJ。現在はAZZURRO（アズーロ）として活動中。
早稲田大学ソウルミュージック研究会ギャラクシーでは第14代部長を務めていた。
TAMA （本名：玉木泰裕） MC
現在、活動はしていない模様。

## 略歴
- 1994年8月 Mellow Yellow結成。[1]
- 1995年 オリジナルメンバー Tama Kohei K.I.N Gz-JAY『MELLOW YELLOW BABY』リリース。
- 1996年 12インチ「食わず嫌い/農業革命」リリース。「THE BEST OF JAPANESE HIPHOP Vol.6」にK.I.Nが、同コンピVol.8にKOHEIが参加。
- 1998年 12インチ『V.S.O.P Pt2』リリース。
- 1999年 RHYMESTERのアルバムにKohei参加（KOHEI from Mellow Yellowとして）
- 2000年 DJ YutakaのアルバムにKoheiがRHYMESTERと共に参加。
- 2001年 TAMA、DJ Gz-JAYが脱退し、DJ ISO正式加入。RIP SLYMEのアルバムにMellow Yellowが参加。Mellow Yellowシングル「NO QUESTION」、2ndアルバム『クレイジークライマー』リリース。
- 2003年 East End復活第一弾アルバムに参加。Mellow Yellowシングル「Supanova」リリース
- 2004年 アルバム『Funky Freaky Fresh』リリース。
- 2005年 アルバム『地球ウォーカー』リリース
- 2006年 RHYMESTERのアルバムにMellow Yellow参加。
- 2007年 初のベストアルバム『大全集』を発売。
- 2010年 8月22日をもって活動休止。それぞれがソロ活動へ。

## ディスコグラフィ

### シングル
- Mellow Yellow
  - 食わず嫌い（1996年）
  - NO QUESTION（2001年10月26日）
  - SUPANOVA（2003年11月27日）

### アルバム
- Mellow Yellow
  - MELLOW YELLOW BABY（1995年7月21日）
  - クレイジークライマー（2001年11月30日）
  - Funky Freaky Fresh（2004年4月9日）
  - 地球ウォーカー（2005年6月9日）
  - 大全集（2007年9月14日）

※他FG関連や多数のアーティストに客演

## 関連するアーティスト
- FUNKY GRAMMAR UNIT
  - RHYMESTER
  - EAST END
  - RIP SLYME
  - KREVA (KICK THE CAN CREW)
  - LITTLE (KICK THE CAN CREW)
  - MCU (KICK THE CAN CREW)
  - CUEZERO
  - CHANNEL
  - DJ TATSUTA
  - DJ SHUHO
- 椎名純平
- DOUBLE
- GAGLE